# إتش بي سلات 500
اتش بي سليت 500 (بالإنجليزية: HP Slate 500)‏ هو حاسب لوحي ذو شاشة متعددة اللمس ويعمل بنظام ويندوز 7. كشف النقاب عنه في معرض الإلكترونيات الاستهلاكية عام 2010 وطرح في الأسواق في 22 أكتوبر 2010م.

## وصلات خارجية
- الموقع الرسمي
- HP Slate YouTube Page

‌